# Richard Rich
Richard Rich (1496 – Rochford, 12 juni 1567) was een Engels politicus die onder Eduard VI van Engeland Lord Chancellor was.

## Biografie
Er is weinig bekend over het vroege leven van Richard Rich. Zo noemen bronnen verschillende geboorteplaatsen en families waarin hij geboren zou zijn. Hij heeft waarschijnlijk gestudeerd op de Universiteit van Cambridge. In 1516 ging hij als jurist in Londen aan het werk. Dertien jaar later werd hij met behulp van Thomas Audley lid van het Engelse parlement. In 1533 kwam hij in dienst van Thomas Cromwell. Onder diens leiding had hij ook een belangrijk deel in de processen tegen Thomas More en bisschop John Fisher.
In 1536 werd hij benoemd tot Speaker van het Britse Lagerhuis. Een paar jaar later had hij een belangrijk aandeel in de val van Thomas Cromwell. Rich was assistent-executeur van het testament van Hendrik VIII. Hierdoor ontving hij grote stukken land en werd hij Baron Rich. Ook verwierf hij de functie van Lord Chancellor. Na deze functie vijf jaar lang vervuld te hebben legde hij hem neer.
Omdat Rich trouw was gebleven aan de Katholieke Kerk kreeg hij een belangrijke functie aan het hof van koningin Maria en werd hij belast met de taak om de protestanten te vervolgen in Engeland. Ook onder Elizabeth I bleef hij een bekende aan het Engelse hof. In 1567 overleed Richard Rich te Rochford in Essex. Hij werd begraven in Felsted.

## In fictie
In de film A Man for All Seasons uit 1966 werd hij geportretteerd door John Hurt. In de televisieserie The Tudors (2007-2010) speelde Rod Hallet de rol van Richard Rich.